# Deadman
Pour les articles homonymes, voir Deadman (homonymie).
Deadman (Boston Brand) est un super-héros de DC Comics, créé par Arnold Drake & Carmine Infantino dans Strange Adventures #205 en octobre 1967.
En 2006 Vertigo publie une nouvelle version  de Deadman (en 13 volumes) de Bruce Jones, qui change son aspect physique.

## Publication
En 1967 et 1968, Neal Adams, Arnold Drake & Carmine Infantino sont récompensés de 2 "Alley Award" pour le personnage de Deadman.

## Biographie
Boston Brand était trapéziste dans un cirque quand il est assassiné. Mais son esprit reçu le pouvoir d'un Dieu indien « Rama Kushna » (mélange des dieux Rāma et Krishna) de posséder le corps des vivants pour agir sur le plan physique. Ainsi Deadman peut passer d'un individu à l'autre pour mener ses enquêtes.

### version Vertigo (comics)
Brandon Cayce est un pilote d'avion quand il est tué dans un crash. Mais l'esprit de Cayce refuse de partir dans l'au-delà. Il devient un  mort-vivant entre les deux mondes.

## Publications
- Strange Adventures #205- 215 ? (1967 -1968) (DC Comics) de Neal Adams, Arnold Drake & Carmine Infantino
- Deadman #1-7 (1985) (DC comics) de Neal Adams
- Deadman: Love After Death 1-2 (1989)  de Mike Baron
- Deadman: Exorcism #1-2 (1992) de Mike Baron
- Deadman: Dead Again  #1-5 (2001) de Steve Vance
- Deadman #1-9 (2002) (DC comics) de Steve Vance & Josep Beroy
- Deadman (Vertigo) #1-13 (2006-2007) (nouvelle version) de Bruce Jones
- Superman/Batman
- Injustice : Gods Amongst Us Year Three #9-10 (2014) de Tom Taylor, Bruno Redondo, Mike S. Miller, and various

## Autres médias
- La Ligue des justiciers (voix de Raphael Sbarge, VF Magid Bouali)
- Batman : L'Alliance des héros (voix doublé par Michael Rosenbaum, VF Michel Vigné).
- Justice League Dark (2017)

## Équipes artistiques
Neal Adams, John Giunta, Gardner Fox, Jim Aparo,  Kelley Jones, Mike Baron, Marv Wolfman,  Jack Miller, José Luis García-López, Mark Waid, Alex Ross, Neil Gaiman, Jeph Loeb, Steve Vance, Josep Beroy, Dan Green, Kevin Nowlan, Bruce Jones, John Watkiss, Ron Wimberly